# Albula goreensis
Albula goreensis,  vrsta ribe iz porodice Albulidae iz tropskih mora istočnog Atlantika, od Senegala na jug do Angole.
To je manja riba čija je običajena dužina oko 35 cm. O ugroženosti vrste zbog nedostatka podataka nije nije ništa poznato. 